# Phaeophacidium escalloniae
Phaeophacidium escalloniae är en svampart som beskrevs av Henn. & Lindau 1897. Phaeophacidium escalloniae ingår i släktet Phaeophacidium, ordningen Rhytismatales, klassen Leotiomycetes, divisionen sporsäcksvampar och riket svampar.   Inga underarter finns listade i Catalogue of Life.